# レンタルカフェ
レンタルカフェは厨房設備や接客用什器（テーブル・イス等）などのカフェの機能を持つスペースを1日単位あるいは時間単位で、利用者に貸し出す新しい形式のカフェ。
喫茶もしくは飲食店営業ができるように営業許可を取得しているものがほとんどであり、かつまた食品衛生責任者の資格を持ったものが管理者として存在しているため、利用者は即時に営業を開始する事ができる。
自店が営業していない日のみ貸し出すという形式のものもある。

## レンタルカフェの歴史
レンタル形式のカフェ（バー）の草分け的存在としては、新宿ゴールデン街の『無銘喫茶』がある（2002年9月1日開店）。以前あった「あんよ」というお店をそのまま引き継いでいる。店長が日替わりで勤めて営業をするスタイルである。
各地に似たような試みをする店はいくつか存在したが、中でも成功を収めたのは大阪中崎町の『コモンカフェ』、東京青山の『コラボカフェ』が代表格である。
中でも『コラボカフェ』は他店舗との提携方式を採用しており、2010年6月現在、関東圏を中心に10数店舗の提携店舗がある。